# Consejo Escolar Municipal de Barcelona
El Consell Escolar Municipal de Barcelona, abreviado como CEMB, es el máximo órgano de participación de la comunidad educativa de Barcelona. Cada sector de la comunidad educativa obtiene dos escaños en la cámara, la cual debe ser consultada por el Ayuntamiento de Barcelona (Concejalía de Educación) en la aplicación de políticas a las escuelas, y es el órgano de control y revisión al Consorcio de Educación de Barcelona.
Está compuesto por representantes que se postulan a los puestos, mandatos que tienen una duración de dos años, y se les otorga el título de Consellers o Representants.
Actualmente está compuesto por 74 miembros, de los cuales 5 son representantes del alumnado que vienen de los distintos distritos escolares y políticos de la ciudad.

## CEMB
El Consejo Escolar Municipal de Barcelona es el órgano de participación de los sectores más directamente relacionados con el sector educativo en Barcelona. Se creó con la Ley Orgánica Reguladora del Derecho a la Educación en 1985. Su ámbito se extiende a toda la ciudad.
El CEMB, es el órgano de participación ciudadana en el ámbito de la educación y representa la comunidad educativa de la ciudad de Barcelona. El CEMB tiene una función asesora y puede elevar informes y propuestas a las instituciones educativas y al municipio. El CEMB es también consultado por la Administración educativa de la Generalidad de Cataluña, por el Consorcio de Educación y por el Ayuntamiento de Barcelona.
Atendida la singularidad del municipio, el CEMB tiene que actuar desde las tres vertientes que le corresponden: en tanto que es municipal –en materia de política municipal tanto general como específica de educación-, como territorial- dado que se dota de las funciones y competencias que están establecidas respete los consejos escolares territoriales, singularmente la programación relativa en la creación y distribución de los centros, las normas sobre construcciones y equipamientos escolares y los servicios educativos y otras prestaciones relacionadas con enseñanza - y como órgano de consulta y participación del Consorcio de Educación de Barcelona -dado que actúa en las materias que son propias del Consorcio.
Los presidentes o presidentas de los diez Consejos Escolares Municipales de Distrito –CEMD– son miembros del Consejo Escolar Municipal de Barcelona. Este es un aspecto relevante de acuerdo con la organización territorial de Barcelona que tiene las competencias descentralizadas en los distritos, dado que aporta al CEMB la presencia plural del territorio que es un elemento esencial para tener una visión de conjunto de la ciudad.
El CEMB es la representación institucional de la red participativa de la comunidad educativa no universitaria presente a la ciudad de Barcelona y a la vez organismo de participación.
El Consejo desarrolla también una labor consultiva, de asesoramiento y propuesta al Ayuntamiento en relación con los distintos aspectos del sistema educativo. Sus integrantes dictaminan los proyectos normativos en materia educativa, que tengan que ser aprobados por el Pleno del Ayuntamiento, y aplicados por la Regencia de Educación e la ciudad. Asimismo, aprueba para cada curso escolar el Informe sobre el estado y situación del sistema educativo, donde se incluyen las propuestas de mejora de la educación que alcancen el respaldo sus miembros.

## Composición del Pleno
El Consejo Escolar Municipal de Barcelona tiene 74 representantes, componiendo una representación equitativa de la Comunidad Educativa barcelonesa: 
- 20 representantes de los grupos políticos,

- 10 regidores de Distritos – Presidentes CEMD ,

- 6 representantes de grupos municipales,

- 13 representantes de entidades,

- 8 representantes de la Administración Educativa,

- 4 directores de centros docentes públicos,

- 4 directores de centros docentes concertados,

- 7 representantes de los docentes,

- 8 representantes de padres y madres,

- 5 representantes del alumnado,

- 4 representantes del PAS

- Presidenta, Vicepresidenta primera, Vicepresidenta segunda y Secretario

## Liderazgo
Líderes de la XVII Legislatura (2019-en la actualidad) son:
- Presidenta del Consejo: Ada Colau (BC)
- Vicepresidenta Primera del Consejo: Laia Ortiz Castellví (BC)
- Vicepresidenta Segunda del Consejo: Mercè Massa Rincón (BC)
- Secretario del Consejo: Albert Pérez Núñez (BC)